# Vĩ tuyến 82 Bắc
Vĩ tuyến 82 Bắc là một vĩ tuyến có vĩ độ bằng 82 độ tại phía bắc mặt phẳng xích đạo của Trái Đất, thuộc vùng Bắc cực. Vĩ tuyến này đi qua Bắc Băng Dương và Bắc Mỹ.

## Địa lý
Bắt đầu từ kinh tuyến gốc và hướng về phía Đông, vĩ tuyến 82° Bắc đi qua:
| Tọa độ                         | Đất nước, vùng lãnh thổ hoặc vùng biển | Ghi chú                                                       |
| ------------------------------ | -------------------------------------- | ------------------------------------------------------------- |
| 82°0′B 0°0′Đ / 82°B 0°Đ        | Bắc Băng Dương                         | Đi qua phía bắc của Rudolf Island, Zemlya Frantsa-Iosifa, Nga |
| 82°0′B 89°0′T / 82°B 89°T      | Canada                                 | Nunavut - Đảo Ellesmere                                       |
| 82°0′B 62°34′T / 82°B 62,567°T | Eo biển Nares                          |                                                               |
| 82°0′B 59°59′T / 82°B 59,983°T | Greenland                              | Nyeboe Land                                                   |
| 82°0′B 54°13′T / 82°B 54,217°T | St George Fjord                        |                                                               |
| 82°0′B 52°43′T / 82°B 52,717°T | Greenland                              | Hendrik Island                                                |
| 82°0′B 51°34′T / 82°B 51,567°T | Sherard Osborn Fjord                   |                                                               |
| 82°0′B 49°0′T / 82°B 49°T      | Greenland                              | Wulff Land                                                    |
| 82°0′B 46°31′T / 82°B 46,517°T | Victoria Fjord                         |                                                               |
| 82°0′B 32°26′T / 82°B 32,433°T | Greenland                              | Christian Erichsen Ice Cap                                    |
| 82°0′B 29°57′T / 82°B 29,95°T  | Independence Fjord                     |                                                               |
| 82°0′B 24°48′T / 82°B 24,8°T   | Greenland                              | Cape Peter Henrik                                             |
| 82°0′B 23°55′T / 82°B 23,917°T | Hagen Fjord                            |                                                               |
| 82°0′B 23°10′T / 82°B 23,167°T | Greenland                              | Cape Rigsdagen                                                |
| 82°0′B 22°13′T / 82°B 22,217°T | Bắc Băng Dương                         | Biển Wandel                                                   |
| 82°0′B 21°18′T / 82°B 21,3°T   | Greenland                              | Princess Thyra Island                                         |
| 82°0′B 20°43′T / 82°B 20,717°T | Bắc Băng Dương                         | Biển Wandel                                                   |
| 82°0′B 20°17′T / 82°B 20,283°T | Greenland                              | Princess Margaret Island                                      |
| 82°0′B 17°50′T / 82°B 17,833°T | Bắc Băng Dương                         |                                                               |